# Slow Down (sonido)

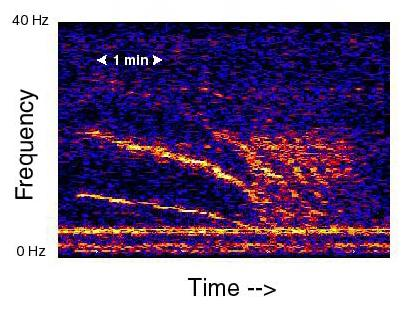
El espectrograma del Slow Down.

Slow Down es un sonido grabado el 19 de mayo de 1997, en el océano Pacífico Ecuatorial por la Administración Nacional Oceánica y Atmosférica (NOAA) de los Estados Unidos. El origen del sonido es desconocido.

## Análisis
El nombre fue acuñado porque el sonido lento decrece en frecuencia alrededor de 7 minutos. El sonido fue detectado en las coordenadas 15°S 115°O / -15, -115. Fue grabado usando un conjunto de hidrófonos autónomos.